# OR52N1
OR52N1 (англ. Olfactory receptor family 52 subfamily N member 1) – білок, який кодується однойменним геном, розташованим у людей на короткому плечі 11-ї хромосоми. Довжина поліпептидного ланцюга білка становить 320 амінокислот, а молекулярна маса — 35 785.
| 10         |  | 20         |  | 30         |  | 40         |  | 50         |
| ---------- |  | ---------- |  | ---------- |  | ---------- |  | ---------- |
| MSFLNGTSLT |  | PASFILNGIP |  | GLEDVHLWIS |  | FPLCTMYSIA |  | ITGNFGLMYL |
| IYCDEALHRP |  | MYVFLALLSF |  | TDVLMCTSTL |  | PNTLFILWFN |  | LKEIDFKACL |
| AQMFFVHTFT |  | GMESGVLMLM |  | ALDHCVAICF |  | PLRYATILTN |  | SVIAKAGFLT |
| FLRGVMLVIP |  | STFLTKRLPY |  | CKGNVIPHTY |  | CDHMSVAKIS |  | CGNVRVNAIY |
| GLIVALLIGG |  | FDILCITISY |  | TMILQAVVSL |  | SSADARQKAF |  | STCTAHFCAI |
| VLTYVPAFFT |  | FFTHHFGGHT |  | IPLHIHIIMA |  | NLYLLMPPTM |  | NPIVYGVKTR |
| QVRESVIRFF |  | LKGKDNSHNF |  |            |  |            |  |            |

A: Аланін

C: Цистеїн

D: Аспарагінова кислота

E: Глутамінова кислота

F: Фенілаланін

G: Гліцин

H: Гістидин

I: Ізолейцин

K: Лізин

L: Лейцин

M: Метіонін

N: Аспарагін

P: Пролін

Q: Глутамін

R: Аргінін

S: Серин

T: Треонін

V: Валін

W: Триптофан

Кодований геном білок за функціями належить до рецепторів, g-білокспряжених рецепторів, білків внутрішньоклітинного сигналінгу. 
Локалізований у клітинній мембрані.